# Campeonato Mundial Femenino de fútbol sala
El Campeonato Mundial Femenino de fútbol sala fue un torneo de selecciones nacionales de fútbol sala organizado por la Asociación de Jugadoras de Fútbol Sala Femenino (AJFSF), la Asociación Nacional de Clubes de Fútbol Sala Femenino, la RFEF y las federaciones nacionales. La primera edición se disputó en España en 2010 y fue ganada por Brasil. El torneo no tuvo otro campeón aparte de Brasil, que ganó las seis ediciones que se disputaron. El torneo estuvo avalado por asociaciones nacionales como la Asociación de Fútbol de Japón, la Federación de Fútbol de Irán y la Federación Costarricense de Fútbol. La FIFA organiza la Copa Mundial masculina de fútbol sala de la FIFA, pero tras varios años sin hacerlodesde 2025 tendrá la Copa Mundial femenina de fútbol sala de la FIFA.

## Historial
| Año          | Sede       | Campeón | Final Resultado | Segundo lugar | Tercer lugar   | Resultado       | Cuarto Lugar   |  |
| ------------ | ---------- | ------- | --------------- | ------------- | -------------- | --------------- | -------------- |  |
| 2010 Detalle | España     | Brasil  | 5:1             | Portugal      | España y Rusia | España y Rusia  | España y Rusia |  |
| 2011 Detalle | Brasil     | Brasil  | 4:3 (t.s.)      | España        | Portugal       | 3:0             | Rusia          |  |
| 2012 Detalle | Portugal   | Brasil  | 3:0             | Portugal      | España         | 1:0             | Rusia          |  |
| 2013 Detalle | España     | Brasil  | 2:1             | España        | Rusia          | 0:0 3:1 penales | Portugal       |  |
| 2014 Detalle | Costa Rica | Brasil  | 4:3             | Portugal      | España         | 8:2             | Costa Rica     |  |
| 2015 Detalle | Guatemala  | Brasil  | 3:0             | Rusia         | España         | 9:1             | Portugal       |  |

## Palmarés
La lista a continuación muestra a los cinco equipos que han estado entre los cuatro mejores puestos de alguna edición del torneo.
En cursiva, se indica el torneo en que el equipo fue local.
| Equipo     | Campeón                                | Subcampeón           | Tercer lugar             | Cuarto lugar     | Semifinalista |
| ---------- | -------------------------------------- | -------------------- | ------------------------ | ---------------- | ------------- |
| Brasil     | 6 (2010, 2011, 2012, 2013, 2014, 2015) |                      |                          |                  |               |
| Portugal   |                                        | 3 (2010, 2012, 2014) | 1 (2011)                 | 2 (2013), (2015) |               |
| España     |                                        | 2 (2011, 2013)       | 3 (2012), (2014), (2015) |                  | 1 (2010)      |
| Rusia      |                                        | 1 (2015)             | 1 (2013)                 | 2 (2011, 2012)   | 1 (2010)      |
| Costa Rica |                                        |                      |                          | 1 (2014)         |               |

## Tabla general histórica
| Pos. | Equipo     | Pts | N.º | J  | G  | E | P  | GF  | GC  | Dif. | Rend.  |
| ---- | ---------- | --- | --- | -- | -- | - | -- | --- | --- | ---- | ------ |
| 1    | Brasil     | 90  | 6   | 32 | 29 | 3 | 0  | 209 | 24  | 185  | 93,75% |
| 2    | España     | 64  | 6   | 29 | 21 | 1 | 7  | 129 | 43  | 86   | 73,56% |
| 3    | Portugal   | 55  | 6   | 31 | 17 | 4 | 10 | 95  | 65  | 30   | 59,13% |
| 4    | Rusia      | 42  | 6   | 29 | 13 | 3 | 13 | 68  | 55  | 13   | 48,27% |
| 5    | Japón      | 22  | 6   | 24 | 7  | 1 | 16 | 30  | 71  | -41  | 30,55% |
| 6    | Irán       | 15  | 3   | 13 | 5  | 0 | 8  | 30  | 40  | -10  | 38,46% |
| 7    | Ucrania    | 12  | 2   | 9  | 4  | 0 | 5  | 45  | 22  | 23   | 44,4%  |
| 8    | Costa Rica | 12  | 4   | 16 | 4  | 0 | 12 | 28  | 65  | -37  | 25%    |
| 9    | Venezuela  | 10  | 3   | 13 | 3  | 1 | 9  | 33  | 66  | -33  | 25,64% |
| 10   | Guatemala  | 7   | 3   | 10 | 2  | 1 | 7  | 7   | 36  | -29  | 23,3%  |
| 11   | Argentina  | 4   | 1   | 5  | 1  | 1 | 3  | 12  | 14  | -2   | 26,7%  |
| 12   | Tailandia  | 1   | 1   | 3  | 0  | 1 | 2  | 4   | 23  | -19  | 11,1%  |
| 13   | Angola     | 0   | 1   | 5  | 0  | 0 | 5  | 4   | 34  | -30  | 0%     |
| 14   | Malasia    | 0   | 2   | 9  | 0  | 0 | 9  | 4   | 123 | -119 | 0%     |

## Resultados en ediciones
| N.º | Selección  | TJ | Participación | Participación | Participación | Participación | Participación | Participación |
| N.º | Selección  | TJ | 10            | 11            | 12            | 13            | 14            | 15            |
| --- | ---------- | -- | ------------- | ------------- | ------------- | ------------- | ------------- | ------------- |
| 1º  | Brasil     | 6  | 1°            | 1°            | 1°            | 1°            | 1°            | 1°            |
| 2º  | España     | 6  | SF            | 2°            | 3°            | 2°            | 3°            | 3°            |
| 3º  | Portugal   | 6  | 2°            | 3°            | 2°            | 4°            | 2°            | 4°            |
| 4º  | Rusia      | 6  | SF            | 4°            | 4°            | 3°            | PF            | 2°            |
| 5º  | Japón      | 6  | PF            | PF            | PF            | PF            | PF            | PF            |
| 6º  | Irán       | 3  | -             | -             | PF            | PF            | -             | PF            |
| 7º  | Ucrania    | 2  | -             | -             | PF            | PF            | -             | -             |
| 8º  | Costa Rica | 4  | -             | -             | PF            | PF            | 4°            | PF            |
| 9º  | Venezuela  | 3  | PF            | PF            | PF            | NA            | -             | -             |
| 10º | Guatemala  | 3  | PF            | -             | -             | -             | PF            | PF            |
| 11º | Argentina  | 1  | -             | PF            | -             | -             | -             | -             |
| 12º | Tailandia  | 1  | PF            | -             | -             | -             | -             | -             |
| 13º | Angola     | 1  | -             | PF            | -             | -             | -             | -             |
| 14º | Malasia    | 2  | -             | -             | PF            | PF            | -             | -             |

### Ítems
- 1°= Campeón
- 2°= Subcampeón
- 3°= Tercer lugar
- 4°= Cuarto lugar
- CF= Cuartos de final
- SF= Segunda fase
- PF= Primera fase
- NA= No asistió (clasificado pero no pudo participar)
- -= No participó